# Queen's University of Ireland
La Queen's University of Ireland (en français, l'université Queen's d'Irlande) est créée par charte royale le 3 septembre 1850, en tant qu'institution universitaire fédérant trois collèges à Belfast, Cork et Galway. Elle est dissoute en 1882 et remplacée par la Royal University of Ireland.

## Histoire
L'université est composée de trois collèges : 
- Queen's College de Belfast
- Queen's College de Cork
- Queen's Collège de Galway

L'acte de fondation de 1845 doit permettre aux catholiques comme aux protestants irlandais de fréquenter l'université et d'obtenir des diplômes.
Les collèges sont constitués le 30 décembre 1845. Ils reçoivent les premiers étudiants le 30 octobre 1849 Un conseil est créé pour élaborer un règlement commun aux trois collèges, composé du président et du vice-président de chacun d'eux.
Les diplômes universitaires sont conférés par le chancelier et le sénat (en) de l'université, avec un statut similaire à celui d'autres universités du Royaume-Uni de Grande-Bretagne et d'Irlande.

## Dissolution
L'université Queen's d'Irlande est remplacée par une nouvelle institution, la Royal University of Ireland, en 1880. L'université Queen's est officiellement dissoute le 3 février 1882,,.
L'université de Belfast devient autonome en 1908, et prend le nom d'Université Queen's de Belfast (QUB). Le collège de Cork prend le nom d'University College Cork (UCC), tandis que le Queen's College Galway est désormais connu sous le nom de l'Université nationale d'Irlande à Galway (NUI Galway). Depuis 1908, ces deux sites universitaires font partie du système fédéral de l'Université nationale d'Irlande.

## Galerie

Queen's University of Ireland
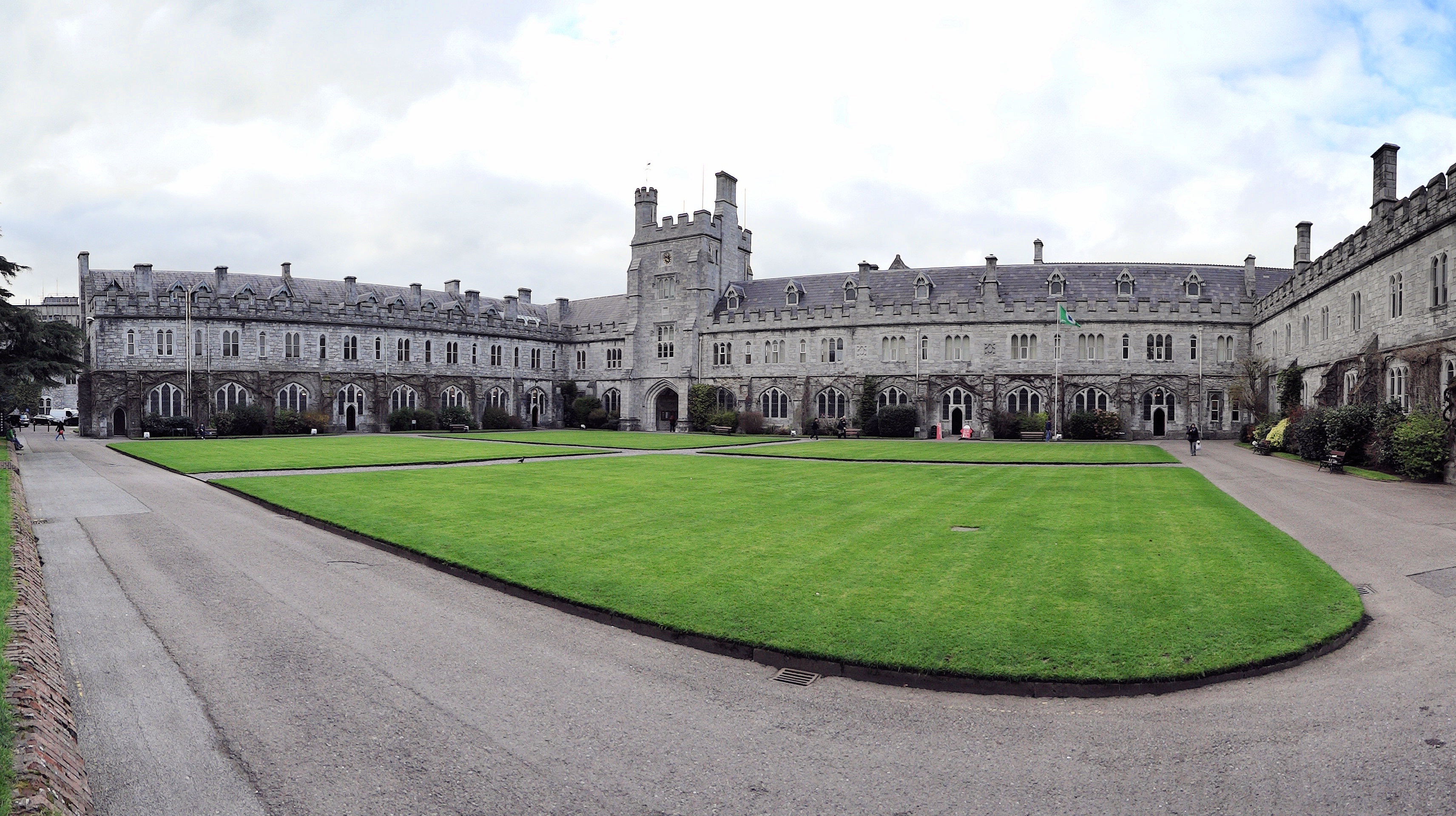
Cork
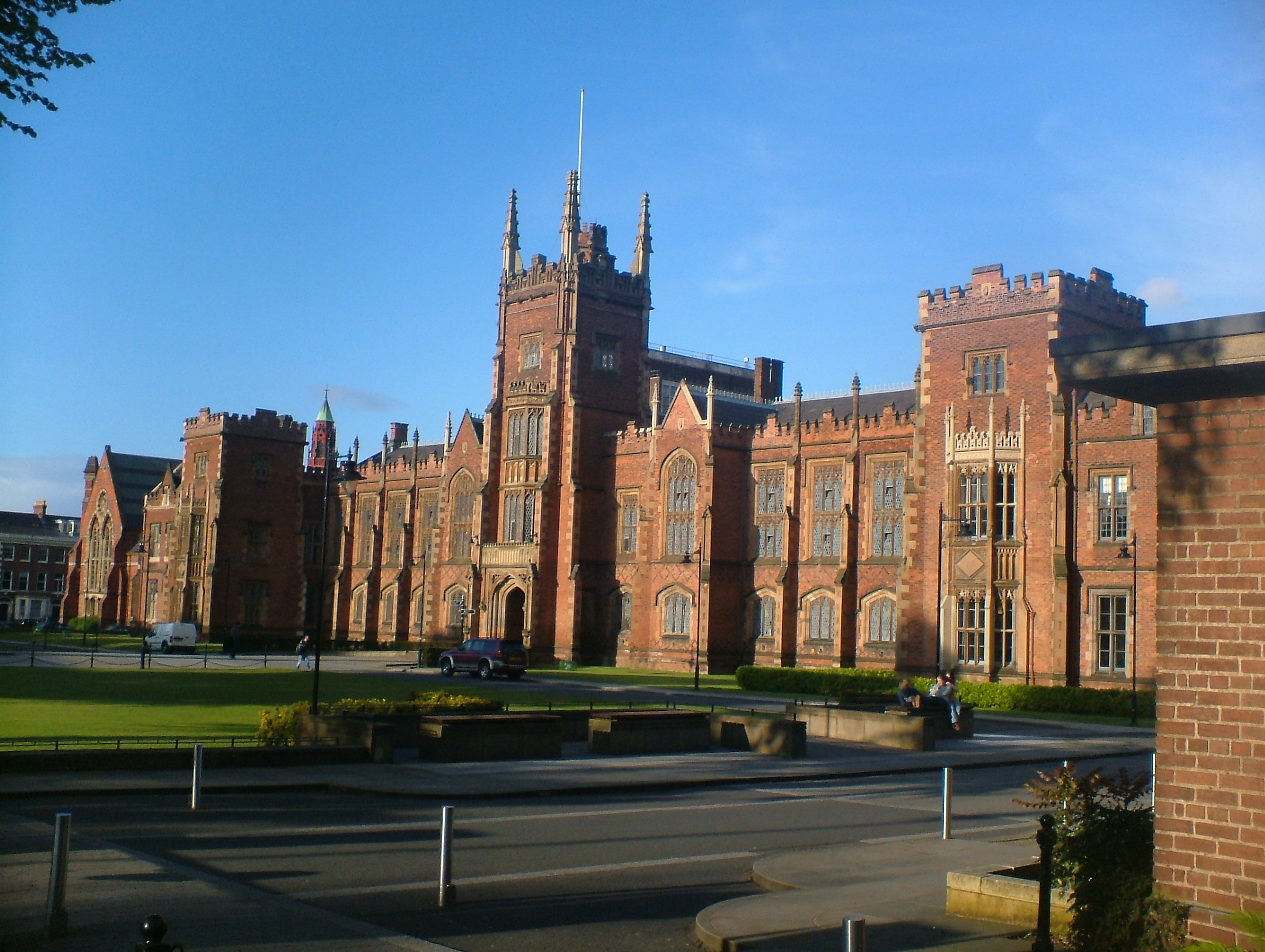
Belfast
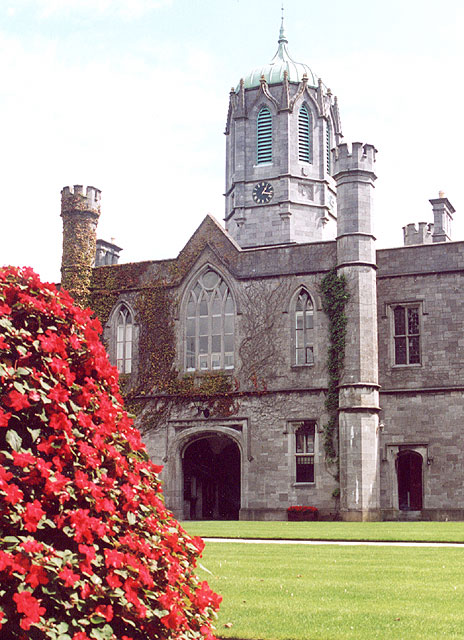
Galway